# 귀도 크로세토
귀도 크로세토(이탈리아어: Guido Crosetto, 1963년 9월 19일 ~ )는 이탈리아의 기업인, 정치인으로 이탈리아의 형제들(이하 형제당)의 창당주이다. 강경한 반(反)유럽 연합 및 친(親)이탈렉시트(Italexit, 이탈리아의 유럽 연합 탈퇴) 주의자로, 2011년 11월 마리오 몬티 내각 출범을 전후로 정계, 언론, 재계를 막론하고 친유럽, 반이탈렉시트 성향을 보였을 때 이를 강경하게 반대하면서 국제적인 이목을 끌었다. 2012년 12월 21일부터 2013년 4월 4일까지 형제당의 대표를 지냈다.